# Asphalt-Blüten
Asphalt-Blüten (Originaltitel: Scarecrow) ist ein US-amerikanisches Filmdrama aus dem Jahr 1973. Regie führte Jerry Schatzberg, das Drehbuch schrieb Garry Michael White.

## Handlung
Max Millan wird nach sechs Jahren aus dem Gefängnis entlassen und träumt davon, ein eigenes Geschäft zu eröffnen. Der ehemalige Matrose Francis Lionel Delbuchi, genannt „Lion“, sucht eine Frau, mit der ihn vor Jahren eine Beziehung verband und die er schwanger verlassen hatte. Beide Männer wandern durch die USA und lernen sich in Kalifornien kennen. Max und Lion freunden sich an, obwohl Max ein hitzköpfiger Alleingänger und Lion ein etwas kindlicher Spaßvogel ist. Sie schließen Freundschaft und beschließen, nach Pittsburgh zu fahren, um dort mit dem von Max angesparten Geld eine Autowaschanlage zu eröffnen.
Zunächst besuchen sie Coley, die Schwester von Max, die in Denver lebt. Während des Aufenthaltes nähern sich Coleys Freundin Frenchy und Max einander an. Kurz vor ihrer geplanten Abreise gerät Max in eine Kneipenschlägerei. Daraufhin kommen er und Francis für einen Monat ins Gefängnis. Max gibt Lion die Schuld an dem Vorfall und wendet sich vorerst von ihm ab. Lion wird von dem einflussreichen Gefangenen Jack Riley unter die Fittiche genommen und erhält bevorzugte Behandlung. Später versucht Riley jedoch Lion zu sexuellen Handlungen zu überreden. Der naive Lion versteht nicht, was Riley möchte, und hält alles für einen Scherz. Daraufhin schlägt Riley ihn brutal zusammen. Max setzt sich für den blutig geschlagenen Lion ein und liefert sich einen Kampf mit Riley.
Nach ihrer Entlassung setzen die wieder miteinander befreundeten Max und Lion ihre Reise nach Pittsburgh fort. Während Lion von der Erfahrung mit Riley nachhaltig traumatisiert ist und kaum noch Lust auf seine üblichen Späße hat, wird Max unter dem Einfluss von Lion sanftmütiger. Als Max beinahe wieder in eine Kneipenschlägerei gerät, löst er die brenzelige Situation auf, indem er zur Belustigung der Bargäste einen scherzhaften Striptease vollzieht.
Die beiden gelangen nach Detroit, wo Francis sein Kind sehen möchte. Entgegen den ursprünglichen Planungen, einfach vor der Tür zu erscheinen, bekommt Lion Bammel und ruft seine ehemalige Freundin Annie vorher an. Annie ist mittlerweile verheiratet und man sieht ihren Sohn im Zimmer spielen. Am Telefon erzählt sie Francis jedoch, ihr Sohn sei vor der Geburt gestorben. Dies bereitet Francis ein schlechtes Gewissen und quält ihn, er erzählt es Max jedoch nicht. Innerlich zerfressen erleidet er schließlich eine Art Nervenzusammenbruch und wird im katatonischen Zustand in eine psychiatrische Anstalt eingeliefert.
Max verspricht, sich um Lion und eine bestmögliche Behandlung für ihn zu kümmern. In der letzten Szene fährt er mit dem Zug nach Pittsburgh, aber mit einer Reiserückfahrkarte, die ihn wieder nach Detroit und zu Lion bringen kann.

## Hintergrund
Der Film wurde unter anderem in Cañon City (Colorado), in Reno (Nevada), in Detroit und in Hamtramck (Michigan) gedreht. Er wurde nach der Weltpremiere am 11. April 1973 in New York City im Mai 1973 bei den Internationalen Filmfestspielen von Cannes gezeigt.
Der Hauptausschuss der FSK gab den Film trotz mancher Sex- und Gewaltszenen ab 16 Jahren frei und zeigte sich dabei voller Zuversicht in die Fähigkeiten dieser Altersgruppe, den Film zu verstehen und mit den auftretenden Irritationen umgehen zu können.

## Kritiken
Roger Ebert schrieb in der Chicago Sun-Times vom 12. April 1973, der Film biete gute Momente, die man den talentierten Gene Hackman und Al Pacino verdanke. Er offenbare jedoch eine Philosophie, für die die Filmcharaktere nur eine untergeordnete Rolle spielen („The moment we hear the philosophy behind the scarecrow […] we begin to suspect these characters are too conscious of their symbolic roles, and we’re right“). Der Film konzentriere sich zu sehr auf seine visuelle Seite, was mit der Kameraarbeit von Vilmos Zsigmond zu tun habe.
Das Lexikon des internationalen Films schrieb, der Film zeige „in optisch wirkungsvollem und atmosphärisch dichtem Rahmen“ die „Geschichte einer Partnerschaft, in der zwei ungleiche Männer entdecken, daß sie einander etwas zu geben haben“. Er sei „in der Handlung und in der Charakterisierung der Personen kräftig auftragend“, der Film erweise sich jedoch „als sensibel und bewegend“.

## Auszeichnungen
Jerry Schatzberg gewann im Jahr 1973 den Grand Prix und den OCIC Award der Internationalen Filmfestspiele von Cannes. Er erhielt 1974 den dänischen Preis Bodil und den japanischen Kinema Junpo Award.